# Juho Hänninen
Juho Hänninen, född 25 juli 1981 i Punkaharju, är en finländsk före detta professionell rallyförare och numera co-driver för Jari-Matti Latvala i WRC.
Hänninen debuterade internationellt i Rally Finland 2006 och tog sina första VM-poäng i Rally Sardinien 2007.

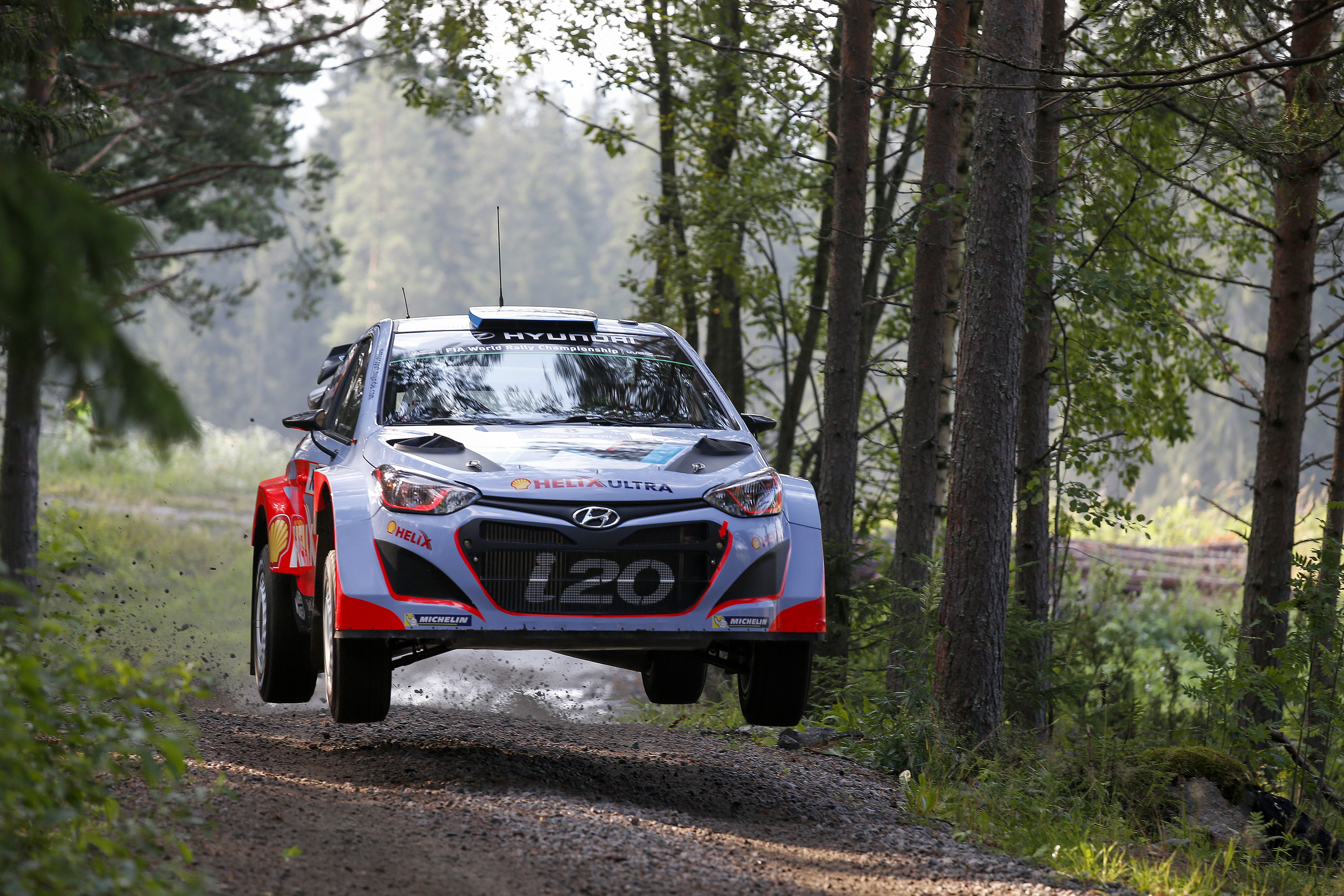
Hänninen i Hyundai i20 WRC under Rally Finland 2014.

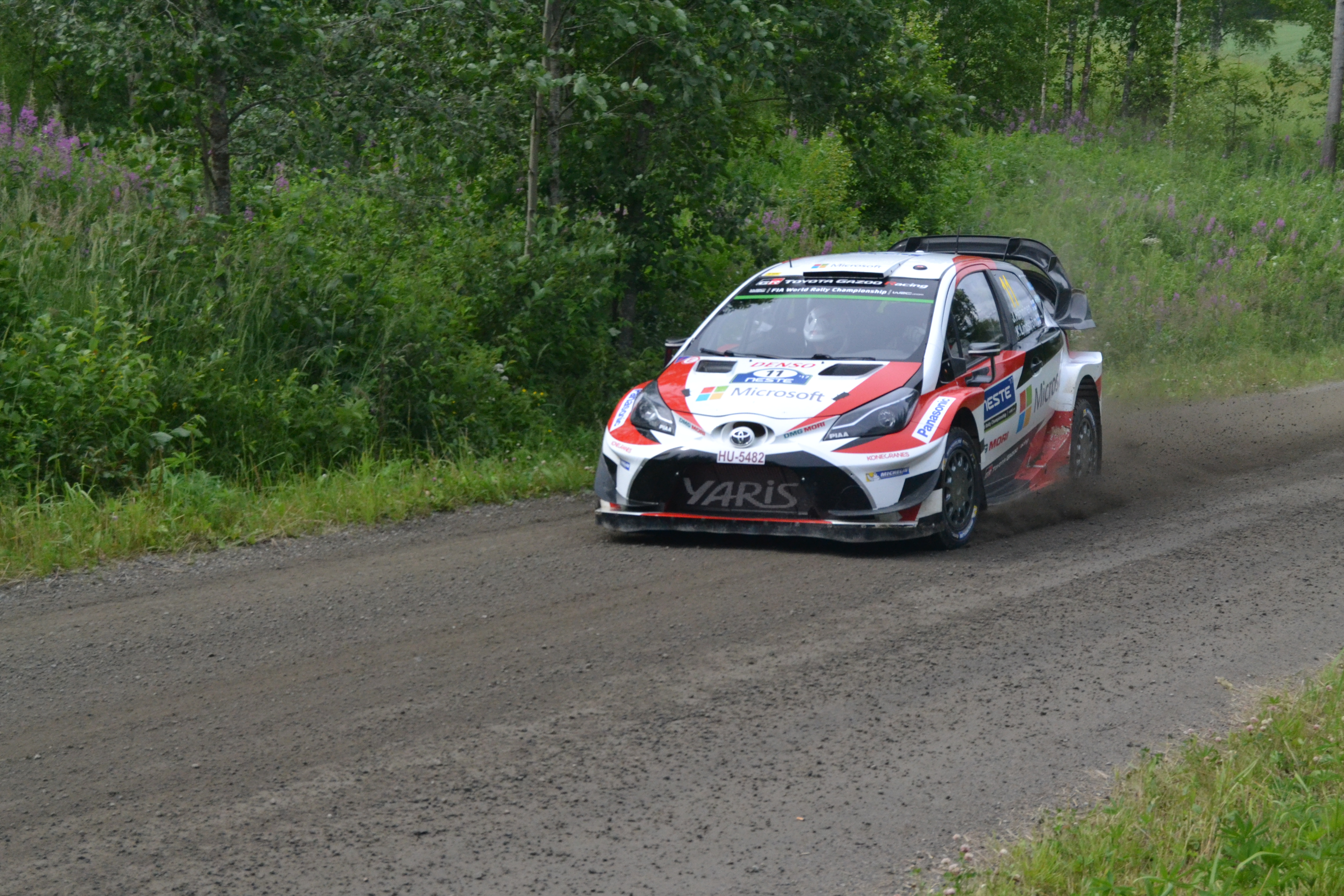
Hänninen under sin säsong hos Toyota, här under Rally Finland 2017.

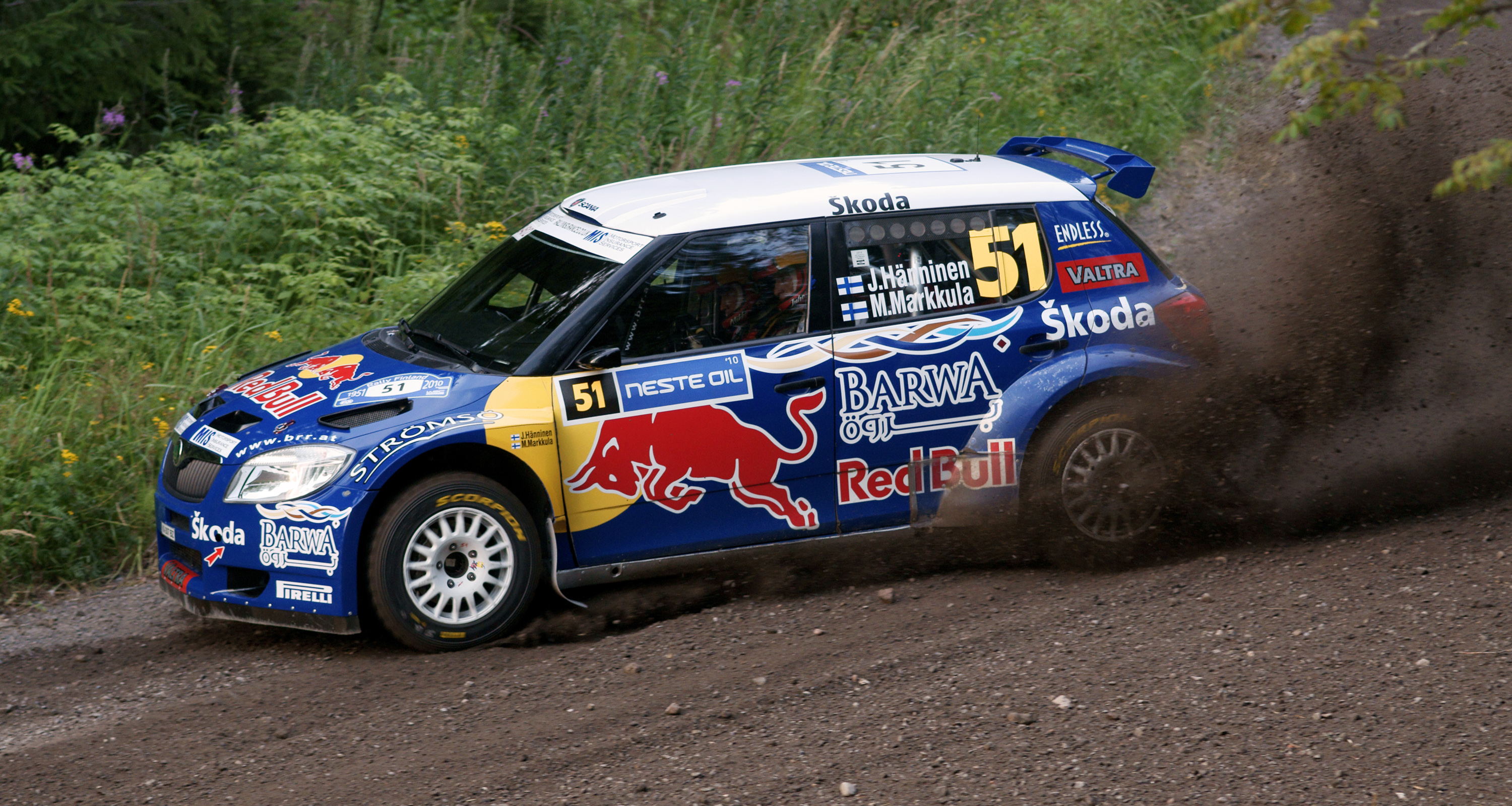
Juho Hänninen under Rally Finland 2010 i en Škoda Fabia S2000, bilmodellen han vann IRC med 2010, ERC 2012 och SWRC 2011.